# 要法寺 (平塚市)

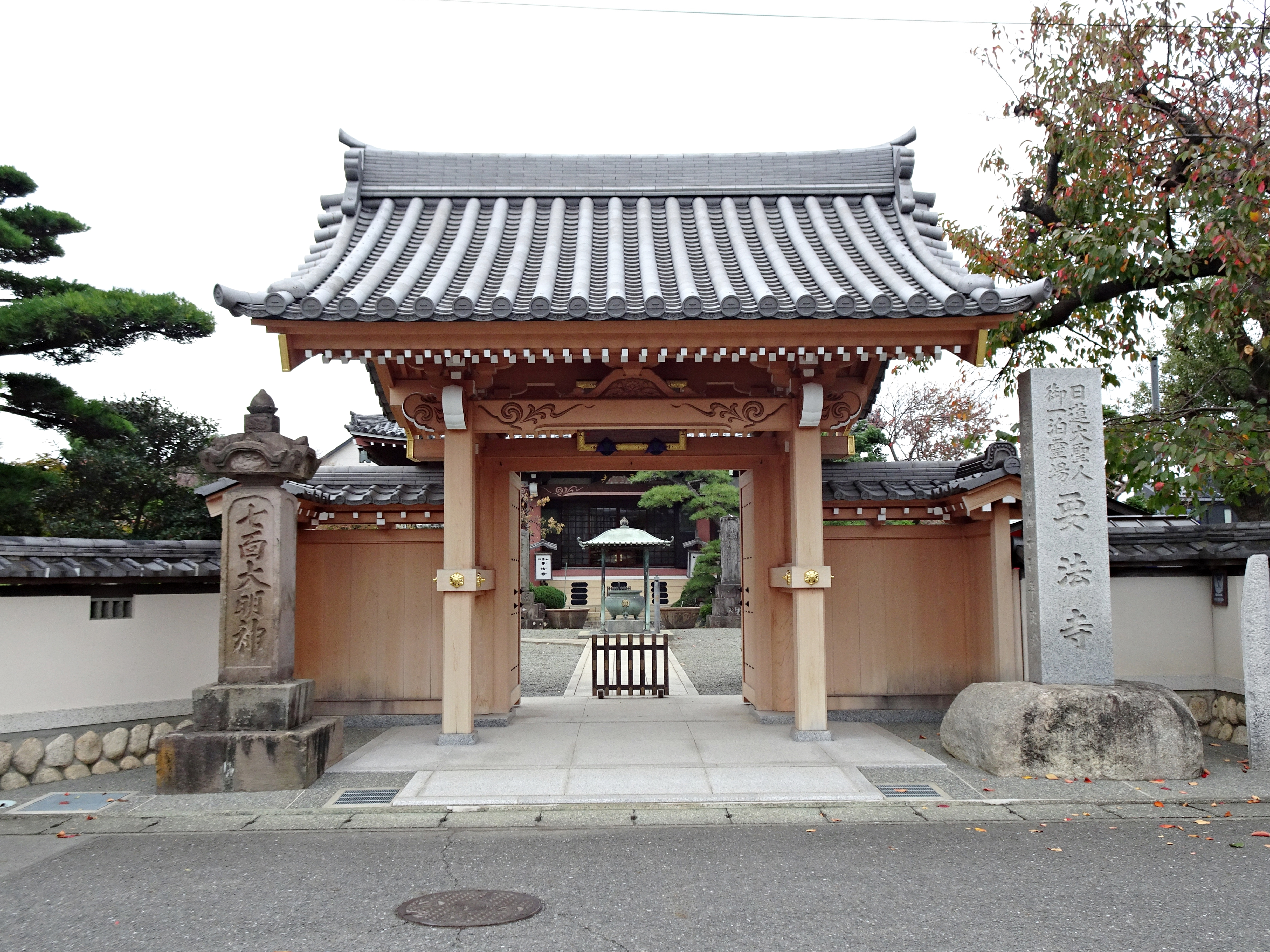
要法寺山門

要法寺（ようぼうじ）は、神奈川県平塚市平塚にある単立の寺院。山号は松雲山。旧本山は身延山久遠寺、潮師法縁。平塚の地名の由来となった桓武天皇の孫・高見王の娘である正子の墓たいら塚がある。

## 歴史
弘安5年（1282年）9月18日に身延山久遠寺から池上に向かう日蓮が宿泊した平塚左衛門尉泰知（鎌倉幕府執権・北条泰時の弟とされる）の邸宅地を、後に大乗阿闍梨日澄が寺に改めたのが起源である。その後廃絶していたが、日新（身延山久遠寺17世）が再興した。

## 参考資料
- 市川智康『日蓮聖人の歩まれた道』水書房（1989年）213－215頁
- 日蓮宗新聞 2014年9月2日付
- 「平塚新宿 要法寺」『大日本地誌大系』 第38巻新編相模国風土記稿3巻之48村里部大住郡巻之7糟屋庄、雄山閣、1932年8月。NDLJP:1179219/33。